# Университет Ройал-Роудс
Университет Ройал-Роудс — университет, расположенный в канадском городе Колвуд, Британская Колумбия (к юго-западу от провинциальной столицы г. Виктория). Предлагает учебные курсы по различным программам на степень бакалавра и магистра.
Университет расположен в замке Хатли, который является частью национального исторического памятника Хатли-Парк и одним из национальных исторических памятников Канады в Британской Колумбии. Из-за истории своего происхождения университет имеет тесные связи с канадским флотом.

## История
Университет Ройал-Роудс возник в 1995 году на базе Военного колледжа Ройал-Роудс, основанного в 1940 году, который был учебным заведением канадских вооруженных сил с упором на подготовку морских офицеров.